# Tipula beatula
Tipula beatula är en tvåvingeart som beskrevs av Osten Sacken 1877. Tipula beatula ingår i släktet Tipula och familjen storharkrankar. Inga underarter finns listade i Catalogue of Life.